# 小鱗利齒脂鯉
小鱗利齒脂鯉（学名：Hoplias microlepis）為輻鰭魚綱脂鯉目脂鯉亞目狼牙脂鯉科的其中一個種，分布於中南美洲巴拿馬至厄瓜多淡水流域，體長可達36公分，棲息在沙泥底質的溪流、沼澤，以魚類為食，生活習性不明，可做為食用魚。
其种加词“microlepis”意为“细鳞的”。